# Antoni Albors i Asins
Antoni Albors i Asins (L'Hospitalet de Llobregat, Barcelonès, 27 d'octubre de 1929 - 19 de juny de 2012) va ser un compositor d'estils diversos amb certa tendència al ballet clàssic i la sardana.
Des de finals dels 70 fins a finals dels 90, va gaudir de força èxit. Fou sobretot apreciat pel gran nombre de sardanes obligades que va escriure per a tots els instruments de la cobla, i que va dedicar a destacats instrumentistes de l'època, amb títols com: Enlairament, Flors i violes i Aquell trompeta de Tossa (per a trompeta), Conqueridora i A l'amic Moreno (fiscorn), Virtuosa (tenora), Pinsans i caderneres i Tot un flabiol (flabiol), Toc de trombó (trombó), Quelcom de contrabaix i Dolç contrabaix (contrabaix) i Gentil parella (1990), per a tenora i tible.
És autor també de la sardana l'Hospitalet ciutat pubilla (1966), escrita per al pubillatge d'aquesta ciutat, moment en què se li atorgaren distincions per la seva tasca musical. Altres sardanes destacades seves són Conqueridora (1975) i Cant a l'amistat (1992), tot i que la seva prolífica obra suma més de 100 sardanes.
La majoria de les seves composicions es troben enregistrades en uns CD de producció pròpia amb les cobles La Principal de la Bisbal, Montgrins i Ciutat de Girona. Tenia el costum que la darrera peça enregistrada en cada CD fos una obligada de
contrabaix.